# هنک بومن
هنک بومن (انگلیسی: Henk Bouwman؛ ۳۰ ژوئن ۱۹۲۶ – ۲۷ دسامبر ۱۹۹۵ (aged 69)) ورزشکار هاکی روی چمن اهل پادشاهی هلند بود.
وی در مسابقات کشوری و بین‌المللی در مجموع برندهٔ ۱ مدال برنز شده‌است.